# Köllbachtal mit Seitentälern
Köllbachtal mit Seitentälern ist ein mit Verordnung des Regierungspräsidiums Karlsruhe vom 20. Dezember 1991 ausgewiesenes Naturschutzgebiet mit der Nummer 2.149 und ein gleichnamiges Landschaftsschutzgebiet mit der Nummer 2.35.046.

## Lage
Die Schutzgebiete erstrecken sich vom östlichen Ortsrand von Simmersfeld bis nach Berneck. Sie befinden sich im Naturraum Schwarzwald-Randplatten. Das Landschaftsschutzgebiet umschließt das Naturschutzgebiet fast vollständig. Das NSG ist außerdem Teil des FFH-Gebiets Nr. 7317-341 Kleinenztal und Schwarzwaldrandplatten. 

## Schutzzweck
Die Gebiete wurde mit einer gemeinsamen Verordnung des Regierungspräsidiums Karlsruhe vom 20. Dezember 1991 als Natur- und Landschaftsschutzgebiet ausgewiesen. Laut dieser Verordnung ist der Schutzzweck die Erhaltung, Entwicklung und Pflege der naturnahen Tallandschaft der "Enz-Nagold-Platten" als Lebensraum typischer, spezialisierter Tier- und Pflanzenarten insbesondere der vielfältigen Feuchtgebietstypen und wechselfeuchten Biotope sowie die Sicherung der kulturhistorisch einzigartigen Wässerwiesen und der sonnenexponierten Hänge mit den zahlreichen Natursteinmauern und Hecken.

## Flora und Fauna
Im Gebiet finden sich Bestände der gefährdeten Pflanzenarten Breitblättriges Knabenkraut, Trollblume und Wald-Läusekraut. Für die Wasserqualität des Köllbachs spricht das Vorkommen des Bachneunauges. Eine besondere Erwähnung verdient der Bestand der Schmetterlingsart Mädesüß-Perlmuttfalter sowie der Heuschreckenart Alpine Gebirgsschrecke.